# Rio Capivara (periodiskt vattendrag i Brasilien, Piauí, lat -5,02, long -41,46)
Rio Capivara är ett periodiskt vattendrag i Brasilien.   Det ligger i delstaten Piauí, i den östra delen av landet, 1 400 km nordost om huvudstaden Brasília.
Omgivningen kring Rio Capivara är huvudsakligen savann. Området är mycket glesbefolkat, med 2 invånare per kvadratkilometer.